# Shudder
Shudder è il quarto album in studio dei Bayside, pubblicato il 30 settembre 2008 dalla Victory Records.

## Tracce
1. Boy – 4:01
2. The Ghost of Saint Valentine – 3:51
3. No One Understands – 3:15
4. What and What Not – 3:45
5. A Call to Arms – 3:02
6. I Can't Go On – 5:16
7. Demons – 4:02
8. Have Fun Storming the Castle – 3:22
9. Howard – 2:55
10. Roshambo (Rock, Paper, Scissors) – 3:21
11. I Think I'll Be Ok – 3:09
12. Moceanu – 2:12

Traccia bonus nell'edizione iTunes
1. You've Already Been - 3:32

## Formazione
Bayside
- Anthony Raneri – voce, chitarra ritmica
- Jack O'Shea – chitarra solista, cori
- Nick Ghanbarian – basso, cori
- Chris Guglielmo – batteria, percussioni

Altri musicisti
- Keith L. Cooper - cori
- Melissa Dougherty - tastiera

## Classifiche
| Classifica (2008)         | Posizione massima |
| ------------------------- | ----------------- |
| Stati Uniti               | 54                |
| Stati Uniti (alternative) | 15                |
| Stati Uniti (rock)        | 21                |
| Stati Uniti (independent) | 7                 |